# Borg Mesch

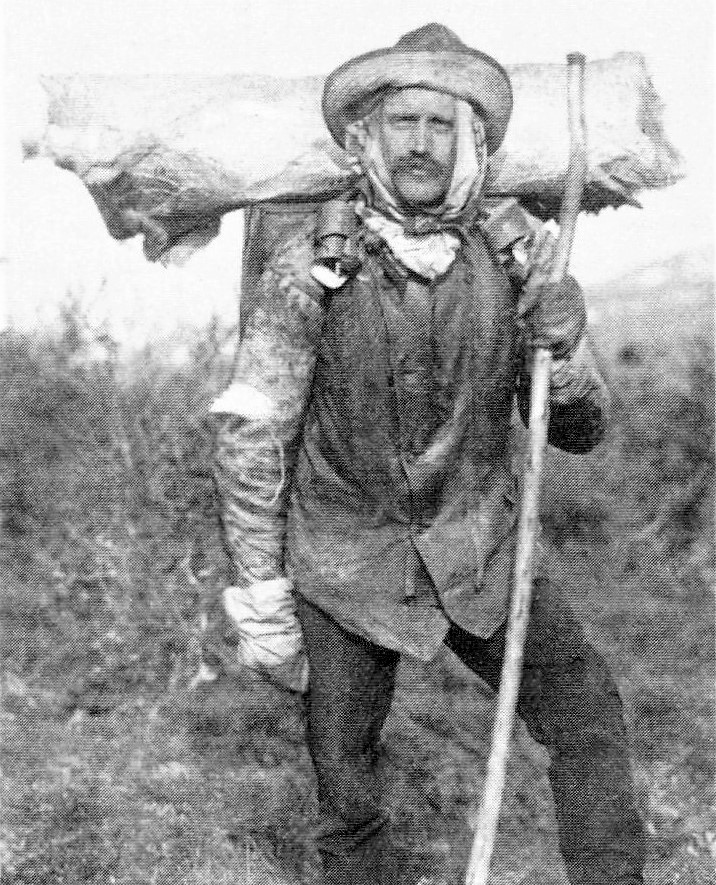
Borg Mesch

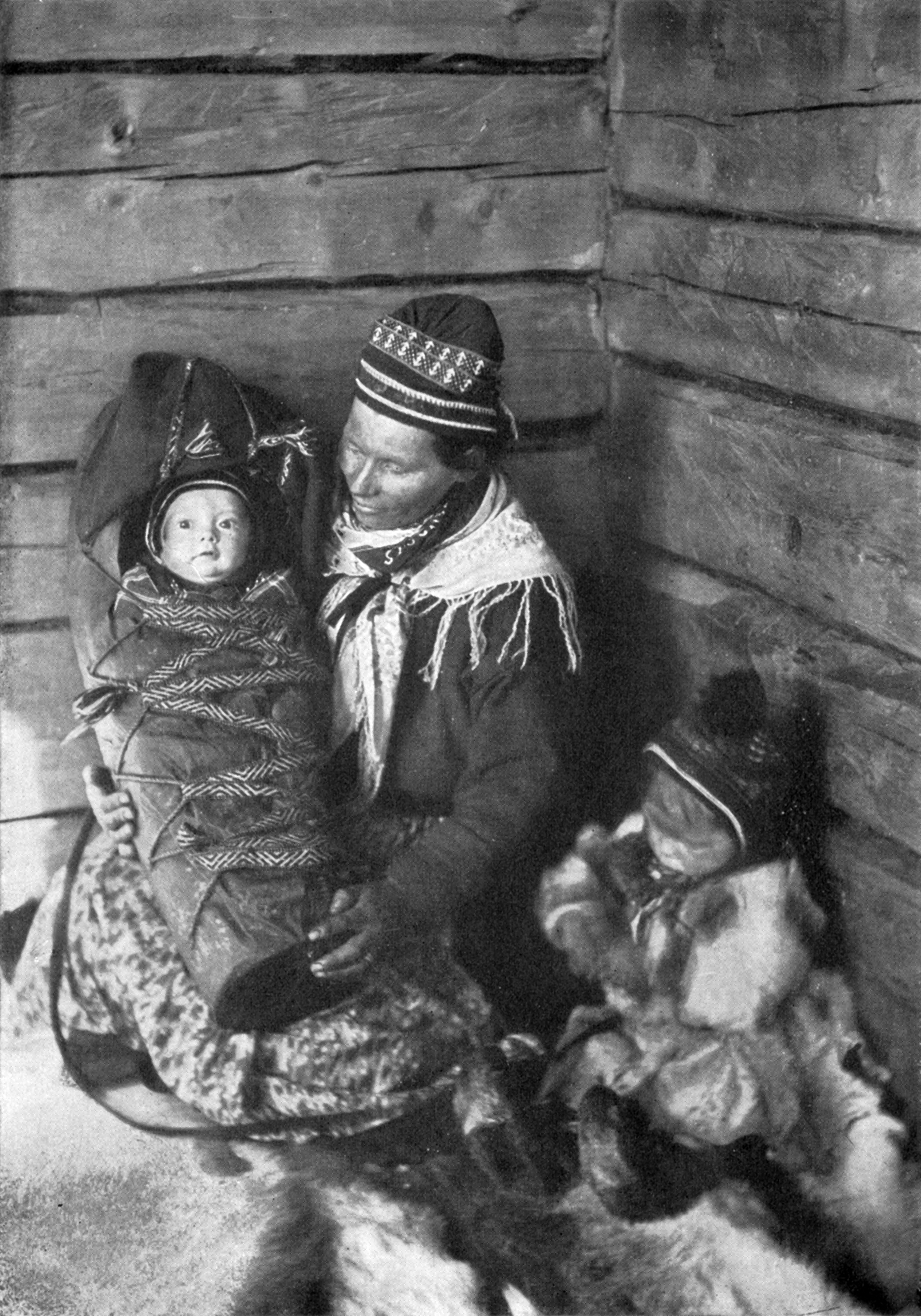
Samische Mutter mit ihren Kindern (vor 1917)

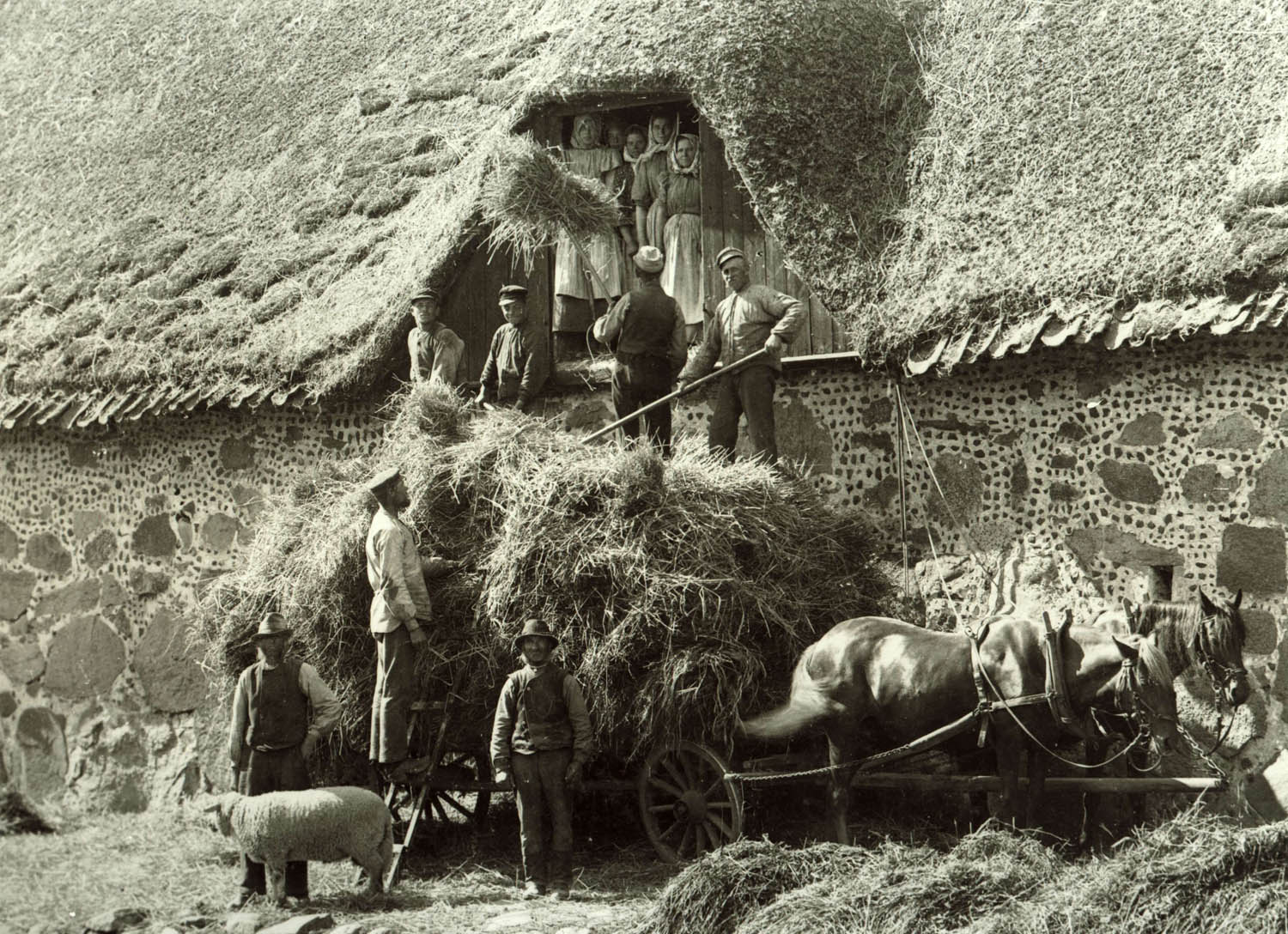
Bauern bringen ihre Garben ein. Uranienborg in der heutigen Gemeinde Landskrona in Schonen (1899)

Borg Mesch (* 17. Dezember 1869 in Sundsvall; † 20. Oktober 1956 im Kirchspiel Jukkasjärvi) war ein schwedischer Fotograf und Bergsteiger, der vorwiegend in Lappland tätig war.

## Werdegang
Emil Ragnar Borg Mesch ist in Sundsvall geboren und hielt sich eine Zeitlang in Landskrona auf. Nach seiner Lehrzeit bei Edvard Lundholm eröffnete er 1891 ein eigenes Fotostudio in Gävle, dann in Ockelbo und später in Karlskrona, bevor er sich 1899 in Luossavaara, dem späteren Kiruna in Lappland niederließ und schnell zu einem gefragten Fotografen wurde.
Seine Zeitgenossen beschrieben ihn als einen unternehmungslustigen Abenteurer und schon zu Lebzeiten war er eine Legende.
Mesch hielt in Fotos die Bergwelt, das Leben der Samen, die Fjällwelt am Kebnekaise und den Bau der Erzbahn fest. Porträts, Gruppenporträts und Panorama-Landschaften gehören zu seinem Werk.
Innerhalb Schwedens reiste Mesch ausgiebig, und auch die USA gehörte zu seinen Zielen.
Mesch war nicht nur ein geschätzter Fotograf, sondern machte sich auch als Bergsteiger einen Namen. Ein Berggipfel, der Borgtoppen des Bergmassivs Akka im Nationalpark Stora Sjöfallet, wurde nach Borg Mesch benannt.
1977 wurden Fotografien von Mesch auf der documenta 6 zum Themenschwerpunkt 150 Jahre Fotografie ausgestellt. Die Stadt Kiruna hat eine große Anzahl seiner Fotografien in ihrer Sammlung.